# Rio Bosque

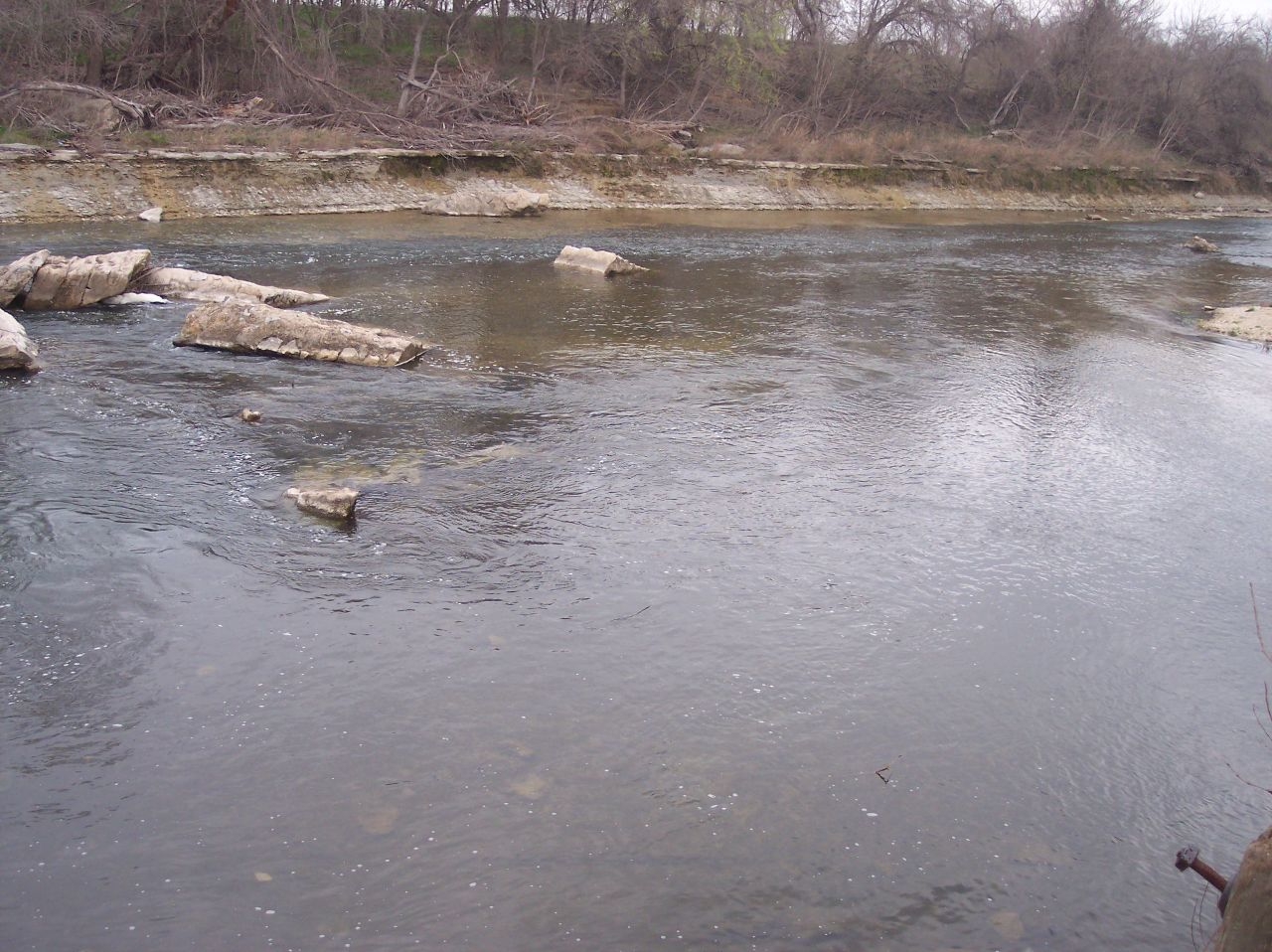
Uma vista do rio.

O rio Bosque é um rio com 115 milhas de comprimenro (185,1 km) no Centro do estado do Texas alimentado por quatro ramos primários. O ramo mais longo, o Bosque do Norte, forma-se perto de Stephenville, e flui para Waco pelos condados de Hamilton, Bosque e McLennan. Posteriormente ingressou pelo Bosque Oriente no Condado de Bosque e no Oriente Médio e bacias hidrográficas do Bosque Sul perto de Waco. O rio termina no rio Brazos, e é represado por perto para formar o lago Waco.